# Amt Spreenhagen
Amt Spreenhagen är ett kommunalförbund i Brandenburg i Tyskland, beläget i västligaste delen av Landkreis Oder-Spree, omedelbart öster om gränsen till förbundslandet Berlin och söder om floden Spree. Säte för den gemensamma administrationen är orten Spreenhagen. Amt Spreenhagen grundades i samband med en kommunreform 1992 i Brandenburg.
De ingående kommunerna är:
- Gosen-Neu Zittau
- Rauen och
- Spreenhagen

med en sammanlagd befolkning på 8 200 invånare (2012).